# ディーン・マーニー (サッカー選手)
ディーン・マーニー（英語: Dean Marney、1984年1月31日 - ）はイングランドの元サッカー選手。現役時代のポジションはMF。